# La Garenne-Colombes
La Garenne-Colombes és un municipi francès, situat al departament dels Alts del Sena i a la regió de l'Illa de França. L'any 1999 tenia 24.067 habitants.
Forma part del cantó de Colombes-2 i del districte de Nanterre. I des del 2016, de la divisió Paris Ouest La Défense de la Metròpolis del Gran París.